# Нісіда Юдзі
Юдзі Нісіда́ (яп. 西田 有志; нар. 30 січня 2000, Інабе) — японський волейболіст, діагональний нападник, гравець збірної Японії та клубу JTEKT Stings (Карія). Володіє дуже високим стрибком.

## Життєпис
Народжений 30 січня 2000 року в Інабе.
Грав у команді «Escolapios Kaisei Catholic High School» (2015/16 — 2017/18), японському клубі «JTEKT Stings» ((Карія, 2017/18 — 2020/21). Сезон 2021—2022 провів в італійському «Тонно Калліпо Калабрія» (Вібо-Валентія, Tonno Callipo Calabria Vibo Valentia), після чого повернувся до свого попереднього клубу.
Володіє дуже високим стрибком: зріст хлопця 186 або 187 см, але в атаці він досягає у висоту 350 см.
У матчі 1/8 фіналу світової першости 2022 року проти збірної Франції здобув 31 очко з показником ефективности в нападі 70 % (28 із 40-ка).

### Досягнення
- Чемпіон Японії 2020.
- Володар Кубка Японії 2020.